# 林世功
林世功（琉球語：／  ?；1842年2月3日—1880年11月20日），字子敘，號春傍。和名名城里之子親雲上春傍（琉球語：／ ）。琉球第二尚氏王朝末期士族、親清派政治家。
林世功出生在琉球久米村的林氏新垣家，為閩人三十六姓林胤芾八世孫。林世功也是若秀才林奕保與鄭氏思鶴的次子。
1865年，23歲的林世功因精通詩文而被選為官生（官費留學生），人稱「官生新垣」（琉球語：／ ）。1868年10月，與毛啓祥、葛兆慶、林世忠一起，作為琉球國4名官生的一員前往清朝留學，并於次年到達京師（今北京），入學國子監。在國子監期間，林世功的師傅是徐干。林世功的詩文為儒者孫衣言所賞識，孫衣言稱讚他的詩作「詳雅有中朝館閣氣象」、詩意「新穎絕倫」、「音節壯闊格律渾成」、「語語雅切亦細密亦大方」。4年後學成歸國。
1874年，剛剛歸國的林世功就被任命為久米村詩文官話經書師匠，同年12月轉任久米村文組主取。次年6月，林世功擔任琉球王府的國學大師匠；9月又成為中城王子尚典的講解官。當時由於林世功世子師的身份，當時普遍認為在未來尚典繼位的時候林世功會被昇為國師并執掌朝政。林世功自己也滿懷為國貢獻的抱負。
然而，與林世功官運亨通相對地則是琉球處境的危險。1874年，牡丹社事件發生後，日本強迫琉球停止向清朝朝貢。琉球多次向日本交涉，皆被日本拒絕。因此在1876年12月，琉球國王尚泰與三司官向居謙（浦添親方朝昭）商議，秘密遣向德宏（幸地親方朝常）赴福州，假借探問未歸國的進貢使毛精長（國頭親雲上盛乘）的名義，向清朝交涉。林世功以陳情通事的身份隨同前往。一行共19人，從北山名護間切的湖邊底港（今名護市許田地區的湖邊底）出發，在伊江島遭遇颱風，險些觸礁沉沒。在經過八重山群島之後，次年到達福州，被安置於柔遠驛。向德宏、林世功等人將尚泰王的秘密書信轉交給閩浙總督何璟，輾轉送達清廷。但清政府並未對此作出任何反應。
1879年，琉球被日本吞併，改為沖繩縣，史稱第二次琉球處分。尚泰王和王世子尚典被遷往東京。尚典在臨行前飛書傳信到柔遠驛，要求向德宏、蔡大鼎、林世功等人立即前往京師交涉。隨即向德宏、林世功一行薙髮易服扮作商販，從福州河口萬壽橋（今福州台江區南公園附近）附近的渡口出發，經海路於八月二十七日（西曆10月2日）到達天津，上書李鴻章，要求清朝就此事向日本交涉。向德宏由於擔心受到日本特務的追殺，留在了天津李鴻章處尋求庇護；林世功等其他人則前往京師求救。他們於八月十四日同毛精長聯名，將請願書送交總理衙門，請求出兵救援琉球。但清廷未作出反應；最後他們絕食的方法请求清廷向日本交涉。
清廷通過駐日本公使何如璋，向日本表示抗議，日本因此派遣宍戶璣為公使，前來京師談判。清方提出「琉球三分方案」，即包括沖繩本島在內的中部各島歸還琉球，恢復琉球國，將宮古及八重山以南各島劃歸中國，將包括奄美大島在內的五島劃歸日本。但這受到日本方面的拒絕。最終，日本駐天津領事竹添進一郎提出「分島改約案」，即割宮古、八重山兩島給清方，由清方擁立向德宏為琉球王。李鴻章對此表示滿意，建議總理衙門接受這個條件；總理衙門在與宍戶談判後，初步達成共識。李鴻章徵詢向德宏的意見；向德宏認為兩島土地貧瘠無法生存，分島改約案與亡國無異，萬萬不可接受，又「伏地大哭不起」。但李鴻章卻對向德宏的忠義印象深刻，更加傾向於將向德宏立為王。
身處天津的向德宏托人將自己探聽到的談判消息告訴了身處京師的毛精長、林世功一行。毛精長、林世功等人也多次上書反對，但沒有結果。眼看這個條約即將簽訂，林世功決定以死來阻止。十月十八日（西曆11月20日）, 他向清廷寫下了奏摺，隨後留下絕命詩二首後自殺。他的奏摺則被琉球使臣蔡大鼎上呈清廷。22日，得知此事的清廷官员認為林世功是琉球王室的忠臣，贈白銀200兩，厚葬於通縣張家灣利禪庵村琉球國墓地（在今北京市通州区張家灣鎮立禪庵村）。
林世功自殺後，清廷宣佈推翻與日本達成的「分島改約案」，拒不簽字。日本公使宍戶璣以清國毀約為由拒絕繼續談判並歸國。清朝的大臣們也對是否支持琉球復國產生了爭論，從此琉球問題被擱置。
1931年，九一八事變發生後，一些日本學者曾前來張家灣考察。抗日戰爭爆發後，後來張家灣琉球國墓地墳墓被仇日的村民誤當作日本人墓拆毀洩憤。
《琉球詩錄》集徐幹所評林世功《古琉球吟》等作品，其絕命詩兩首：「古來忠孝幾人全，憂國思家已五年。一死猶期存社稷，高堂專賴弟兄賢。」、「廿年定省半違親，自認乾坤一罪人。老淚憶兒雙白髮，又聞噩耗更傷神。」

## 外部連結
- 林世功集 （页面存档备份，存于）
- s:清日之间关于琉球问题的交涉
- 琉球救国請願書集成 （页面存档备份，存于）
- 琉球詩錄[永久]